# Hongqi

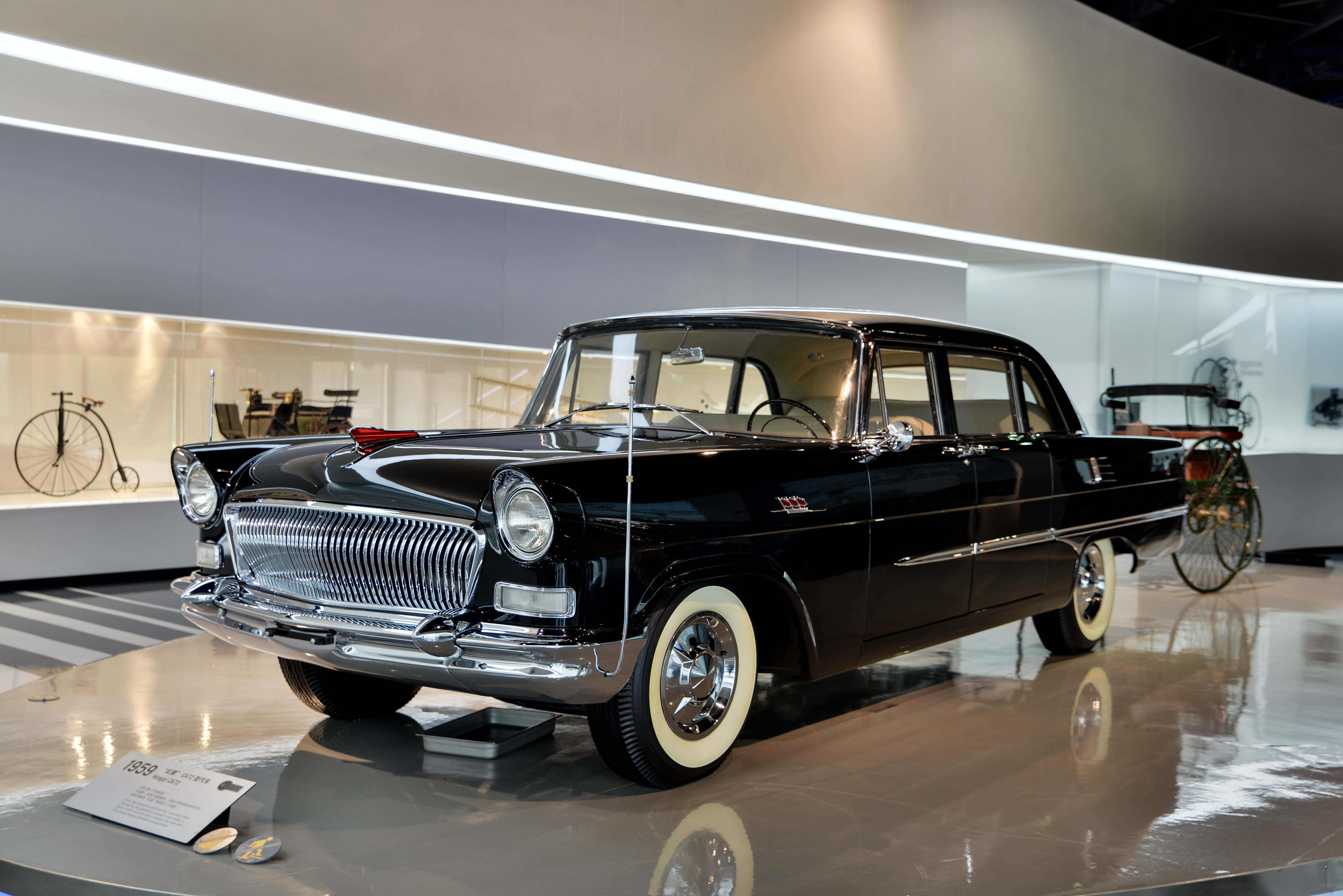
Hongqi CA72

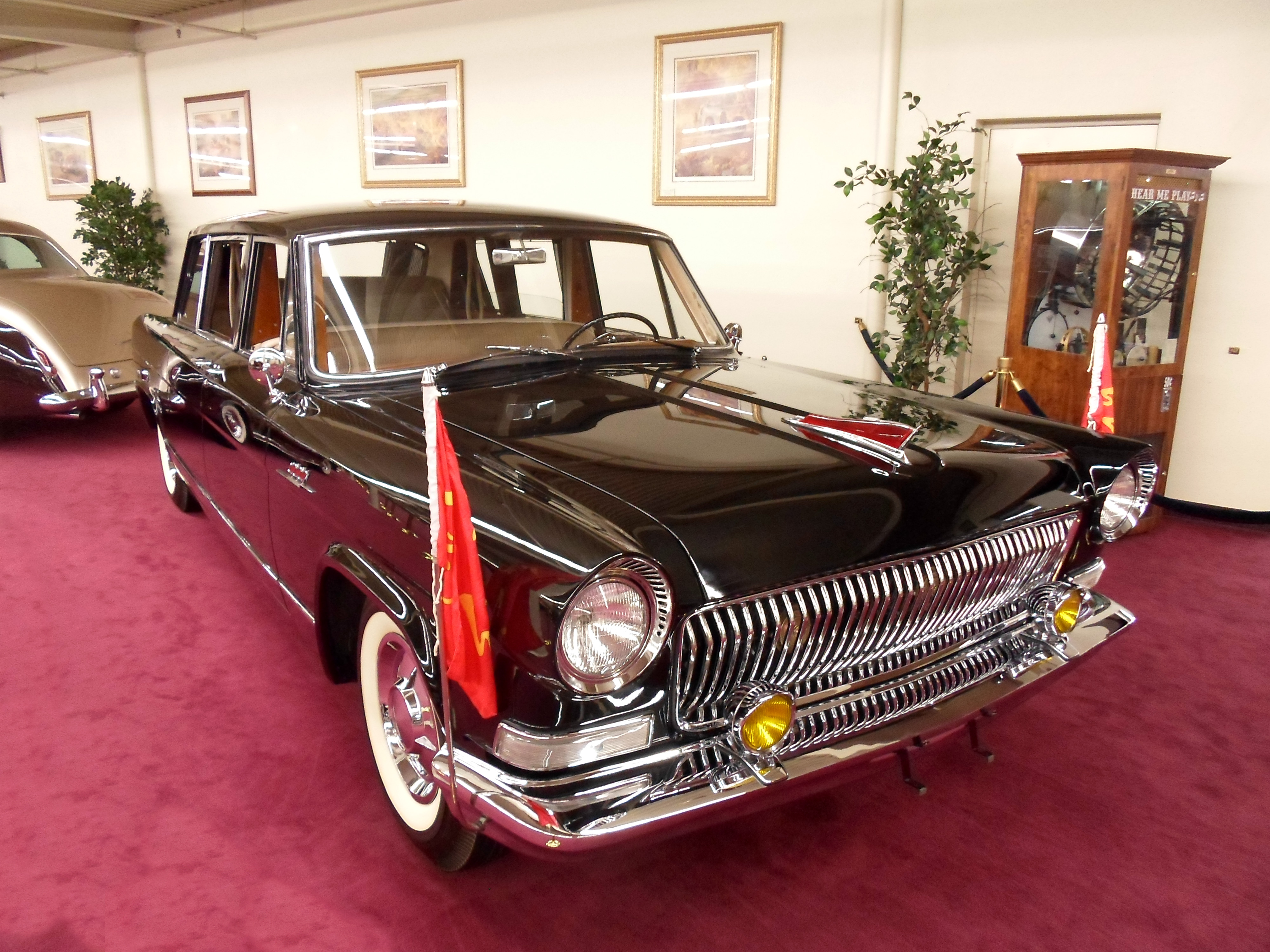
Hongqi CA770

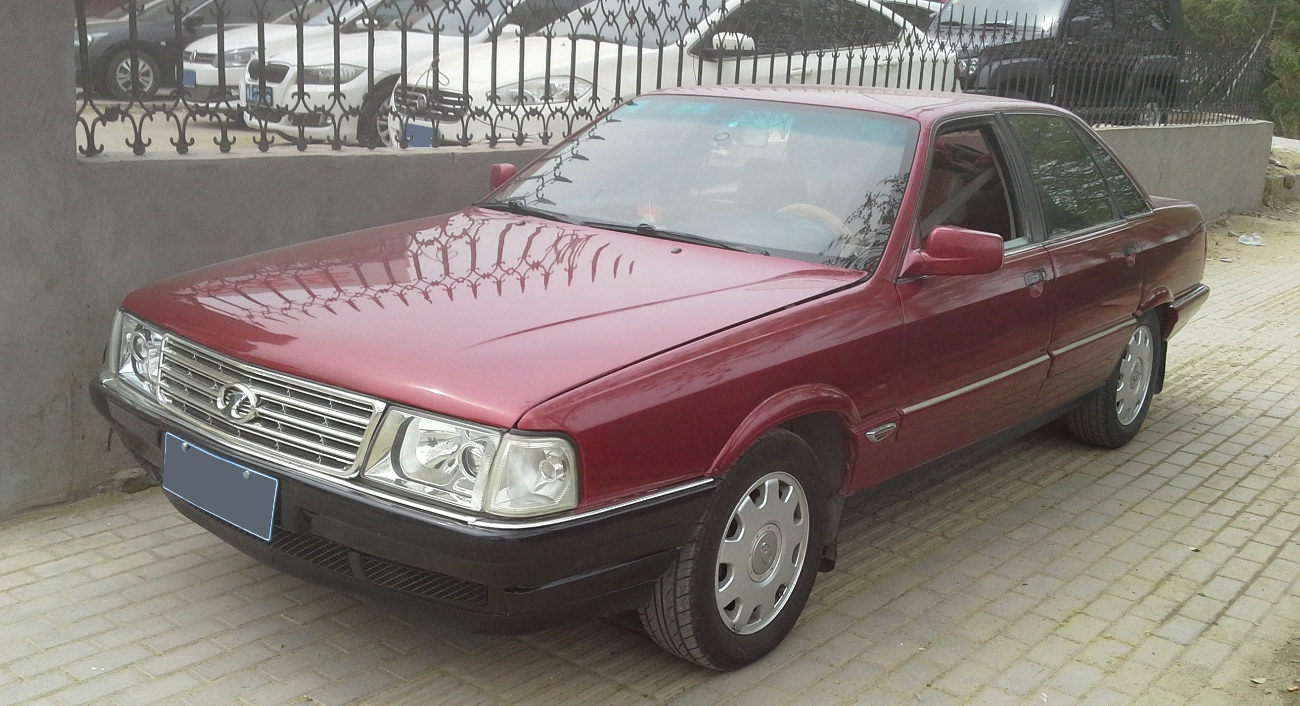
Hongqi Mingshi

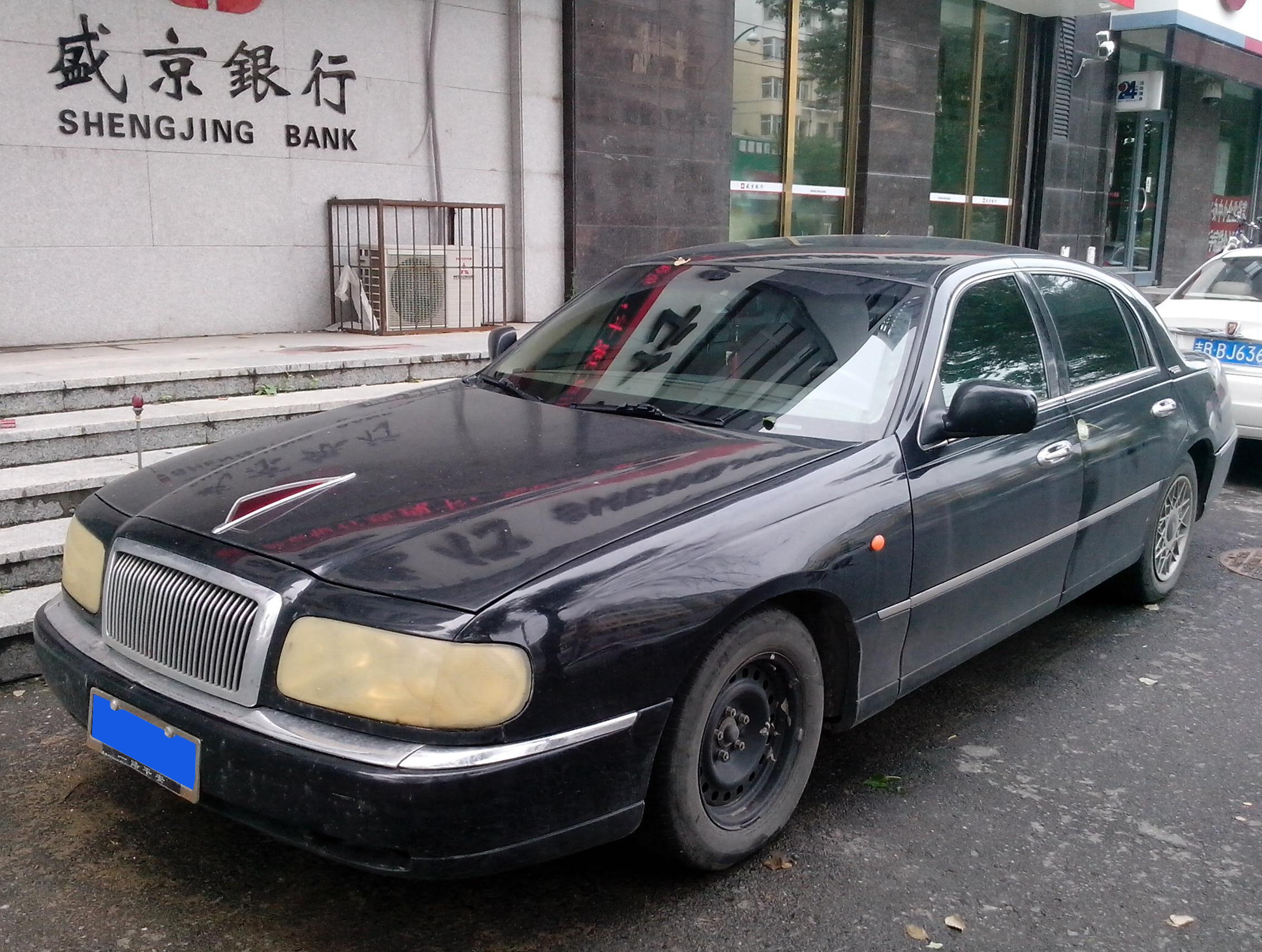
Hongqi CA7460

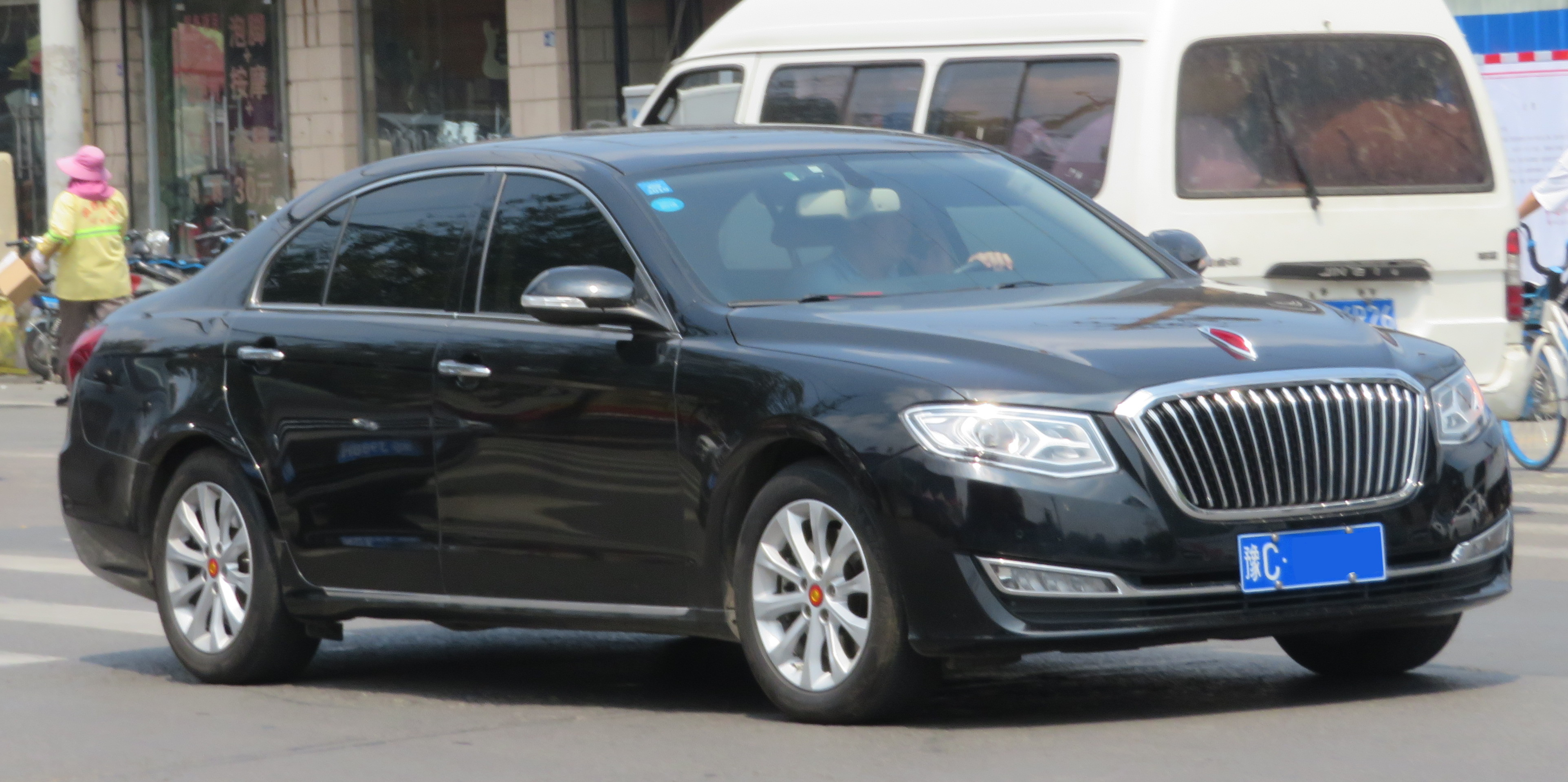
Hongqi H7

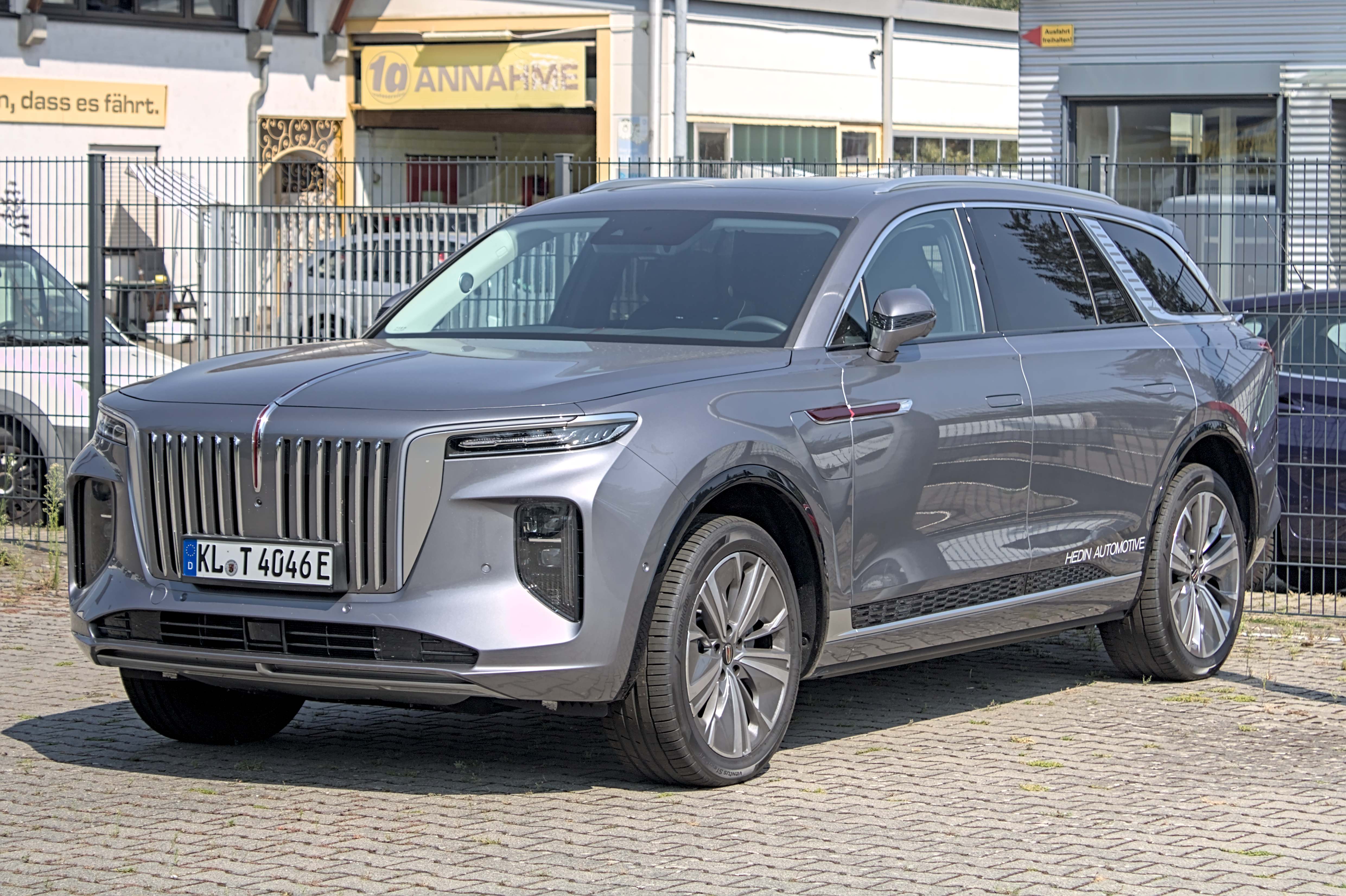
Hongqi E-HS9

Hongqi (红旗) ist eine Automobilmarke aus der Volksrepublik China.

## Markengeschichte
China FAW Group aus Changchun verwendet diese Marke seit 1958. Der Name bedeutet „Rote Fahne“. Angeboten werden Automobile. Viele Fahrzeuge dieser Marke wurden und werden in China als Staatskarossen eingesetzt. 2018 stellte FAW den ehemaligen Jaguar- und leitenden Rolls-Royce-Designer Giles Taylor ein und eröffnete ein Design-Studio in München.

## Fahrzeuge
1958 erschien der CA72 als Fahrzeug der Oberklasse, erhältlich als Pullman-Limousine und Cabriolet. 1959 begann die Serienproduktion, die bis in die 1960er Jahre lief.
1965 kam der Nachfolger CA770, der bis in die 1980er Jahre gefertigt wurde.
1984 gab es die Prototypen CA750 und CA760 auf Basis des Dodge 600.
Der Audi 100 C3, den First Automotive Works ab 1986 montierte, bildete die Basis für das nächste Serienmodell von Hongqi. Ab 1989 ist der CA7225 LH genannt. Dieses Modell hatte einen verlängerten Radstand. LR Fahrzeugbau war an der Entwicklung beteiligt. 1993 kamen CA7221 als Limousine, CA7221 L mit längerem Radstand und CA1021 U3 als Pick-up dazu. In den 1990er Jahren gab es dann je nach Hubraum die Bezeichnungen CA7180, CA7200, CA7220, CA7240, CA7260 und CA7300. Sechs verschiedene Fahrzeuglängen werden genannt. Dazu gab es offene Versionen mit dem Zusatz EA2 mit kurzem Radstand und EL2A2 mit langem Radstand. Andere Quellen nennen die Serie CA7220 ab 1993. Im September 2000 erschien die überarbeitete Shijixing-Serie mit dem fünfsitzigen CA7202 E3, eine um 32 cm verlängerte Version mit 4 + 2 Sitzen, den CA7202 E3L sowie ab 2003 CA7242 E6 und CA7242 6L. Für die Zeit von 2001 bis 2004 sind CA7180 A2E Mingshi und CA7180 A2EL1 Mingshi überliefert. Ab März 2004 gab es den CA7180 A3E Mingshi.
Eine weitere Quelle gibt die Bauzeit 1993–2007 für die Mingshi-Serie und September 2000 bis 2007 für die Shijixing-Serie an.
1993 wurde der Kleinwagen CA7080 vorgestellt, der nicht in Serie ging.
Ab 1998 entstand in einer Zusammenarbeit mit der Ford Motor Company der CA7460 auf Basis eines Lincoln. Andere Quellen nennen dieses Modell CA7460 L3 Qijian. 2000 ergänzten die verlängerten Versionen CA7460 L1 Qijian und CA7460 L2 Qijian das Sortiment. Eine weitere Quelle gibt die Bauzeit November 1998 bis 2005 an.
Der HQ3 auf Basis des Toyota Crown Majesta wurde 2005 vorgestellt. Er ging im November 2006 in Produktion. Genannt werden je nach Motorisierung die Versionen CA7300 N und CA7430 N.
Eine andere Quelle gibt als erste Präsentation die Shanghai Motor Show im April 2005 an und außerdem als Serienstart den Juli 2006 und die Varianten HQ300 und HQ430.
Ebenfalls 2005 wurde der HQD mit einem V12-Motor präsentiert. Er sollte 2008 in Produktion gehen. Eine neuere Quelle gibt an, dass das Modell ursprünglich EQD hieß, dann HQE, und geplanter Produktionsbeginn 2009 war. Eine weitere Quelle nennt die Daten Shanghai Show im April 2005, anfangs HQD und später HQE, Planungen für 2009 und eine Fahrzeuglänge von 6325 mm. Eine tatsächliche Serienproduktion ist allerdings nicht überliefert.
Der C304, ein wesentlich kleinerer Wagen mit Schrägheck, erschien ebenfalls 2005 als Prototyp. Er ging nicht in Serie.
Auf der Auto China wurde im April 2018 das Sport Utility Vehicle E-HS3 vorgestellt. Hierbei handelt es sich um ein vollelektrisches Fahrzeug mit 114 kW (152 PS) Leistung. Er ist 4490 mm lang, 1874 mm breit und 1613 mm hoch.
Weitere Modelle sind EH7, EHS7, Guoli, Guoya, Guoyao, H5, H6, H7, H9, HQ9, HS3, HS5, HS6, HS7, E-HS9, E-QM5, L5, S9, Tiangong 05, Tiangong 06 und Tiangong 08.
Im September 2021 startete der Hersteller den Export des e-HS9 nach Norwegen. Dort ist europaweit der Marktanteil von Elektroautos am höchsten. Die Niederlande folgte im August 2022. 2023 trat die Marke in den russischen Markt ein. Seit März 2024 erfolgt die Vermarktung auch in Deutschland.

## Verkaufszahlen in China
Zwischen 2013 und 2022 sind in der Volksrepublik China insgesamt 1.943.733 Fahrzeuge von Hongqi verkauft worden. Mit 300.661 Einheiten war 2021 das erfolgreichste Jahr.
| Jahr                             |      |  | Stück   |         |
| 2013                             | 2013 |  | 2.534   | 2.534   |
| 2014                             | 2014 |  | 64.546  | 64.546  |
| 2015                             | 2015 |  | 225.492 | 225.492 |
| 2016                             | 2016 |  | 268.535 | 268.535 |
| 2017                             | 2017 |  | 255.510 | 255.510 |
| 2018                             | 2018 |  | 179.748 | 179.748 |
| 2019                             | 2019 |  | 151.667 | 151.667 |
| 2020                             | 2020 |  | 198.696 | 198.696 |
| 2021                             | 2021 |  | 300.661 | 300.661 |
| 2022                             | 2022 |  | 296.344 | 296.344 |
| Verkaufszahlen in China, Quelle: |      |  |         |         |